# Misato Nakamura
Misato Nakamura –en japonés, 中村 美里, Nakamura Misato– (Hachioji, 28 de abril de 1989) es una deportista japonesa que compite en judo.
Participó en tres Juegos Olímpicos de Verano, entre los años 2008 y 2016, obteniendo dos medallas, bronce en Pekín 2008 y bronce en Río de Janeiro 2016, ambas en la categoría de –52 kg. En los Juegos Asiáticos consiguió tres medallas entre los años 2006 y 2014.
Ha ganado cuatro medallas en el Campeonato Mundial de Judo entre los años 2009 y 2015.

## Palmarés internacional
| Juegos Olímpicos   | Juegos Olímpicos        | Juegos Olímpicos  | Juegos Olímpicos |
| Año                | Lugar                   | Medalla           | Categoría        |
| ------------------ | ----------------------- | ----------------- | ---------------- |
| 2008               | Pekín (China)           | Medalla de bronce | –52 kg           |
| 2016               | Río de Janeiro (Brasil) | Medalla de bronce | –52 kg           |
| Campeonato Mundial |                         |                   |                  |
| Año                | Lugar                   | Medalla           | Categoría        |
| 2009               | Róterdam (Países Bajos) | Medalla de oro    | –52 kg           |
| 2010               | Tokio (Japón)           | Medalla de plata  | –52 kg           |
| 2011               | París (Francia)         | Medalla de oro    | –52 kg           |
| 2015               | Astaná ( Kazajistán)    | Medalla de oro    | –52 kg           |
| Juegos Asiáticos   |                         |                   |                  |
| Año                | Lugar                   | Medalla           | Categoría        |
| 2006               | Doha (Catar)            | Medalla de bronce | –48 kg           |
| 2010               | Cantón (China)          | Medalla de oro    | –52 kg           |
| 2014               | Incheon (Corea del Sur) | Medalla de oro    | –52 kg           |